# Фонтан (Приморские Альпы)
Фонта́н (фр. Fontan) — коммуна на юго-востоке Франции в регионе Прованс — Альпы — Лазурный берег, департамент Приморские Альпы, округ Ницца, кантон Конт. До марта 2015 года коммуна административно входила в состав упразднённого кантона Брей-сюр-Руайа (округ Ницца).
Площадь коммуны — 49,61 км², население — 300 человек (2006) с тенденцией к стабилизации: 291 человек (2012), плотность населения — 5,9 чел/км².

## Население
Население коммуны в 2011 году составляло — 259 человек, а в 2012 году — 291 человек.
| 1962 | 1968 | 1975 | 1982 | 1990 | 1999 | 2004 | 2006 | 2009 | 2011 | 2012 |
| ---- | ---- | ---- | ---- | ---- | ---- | ---- | ---- | ---- | ---- | ---- |
| 437  | 326  | 257  | 253  | 230  | 234  | 297  | 300  | 253  | 259  | 291  |

Динамика численности населения:

## Экономика
В 2010 году из 141 человек трудоспособного возраста (от 15 до 64 лет) 96 были экономически активными, 45 — неактивными (показатель активности 68,1 %, в 1999 году — 71,3 %). Из 96 активных трудоспособных жителей работали 83 человека (45 мужчин и 38 женщин), 13 числились безработными (7 мужчин и 6 женщин). Среди 45 трудоспособных неактивных граждан 10 были учениками либо студентами, 23 — пенсионерами, а ещё 12 — были неактивны в силу других причин.
На протяжении 2010 года в коммуне числилось 164 облагаемых налогом домохозяйства, в которых проживало 319,5 человек. При этом медиана доходов составила 14 тысяч 925 евро на одного налогоплательщика.

## Достопримечательности (фотогалерея)

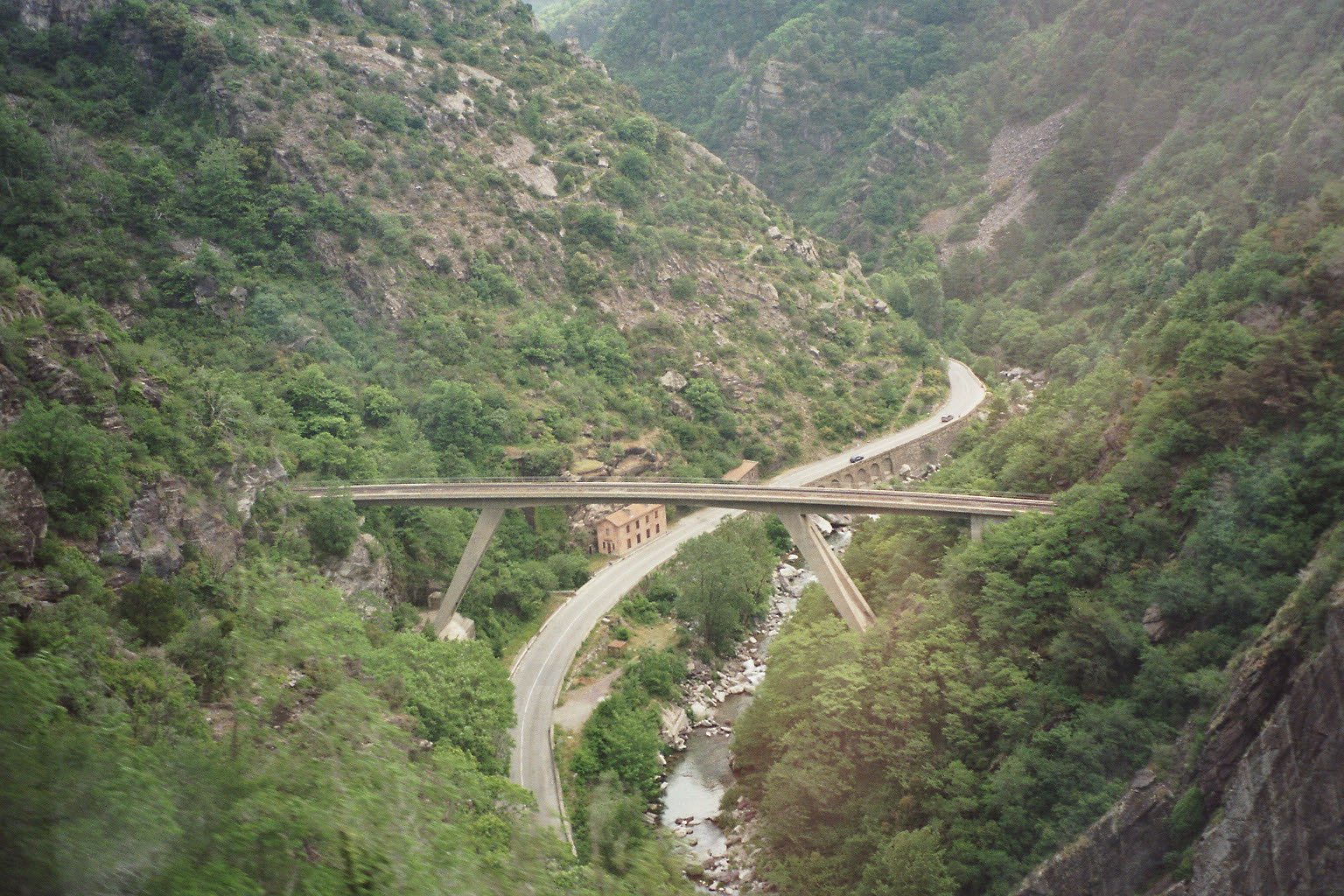
Виадук